# Носковський Євген Володиславович
Євген Йосиф Носковський, або Евген Осип Носковський (1897, с. Сороки, нині Україна — незадовго до 18 березня 1967, Чехія) — український військовик, інженер, громадсько-політичний діяч, пластун, учасник національно-визвольних змагань. Наймолодший син о. Володислава Носковського.

## Життєпис
Народився 1897 року в с. Сороках Бучацького повіту коронного краю Королівство Галичини та Володимирії Австро-Угорської монархії (нині Бучацького району на Тернопільщині, Україна) в родині греко-католицького священика о. Володислава Носковського, українського релігійного та громадського діяча в Галичині, та його дружини Ольги зі Свистунів (похована в Сороках). Родина Носковських мала шляхетне походження і належала до гербу Лада. Батьки 1889 року переїхали до Сороків із Мушкатівки.
Навчався в цісарсько-королівській Академічній гімназії з українською мовою навчання у Львові (зокрема, 1908 року закінчив Ів клясу, 1909 — ІІб), потім — її філії (зокрема, 1912-го закінчив IVб).
Брав участь у першій світовій у складі Легіону УСС (мав ранг хорунжого перед встановленням влади ЗУНР у Галичині в листопаді 1918). Як і брат Зенон, 1915 року брав участь у боях на горі Маківці, де командував чотою, восени 1916 потрапив у російський полон під час боїв під Потуторами і Конюхами; 1917 року після Лютневої революції в Росії повернувся додому. 1918-го разом з УСС «стояв постоєм» на Херсонщині, звідки був висланий з «довіреною» місією до Галичини.
Брав участь у встановленні влади ЗУНР у Бучачі та повіті. Тимчасово був призначений начальником залізниць Бучацького повіту ЗУНР. Як і брат Зенон, воював у лавах бригади УСС у складі УГА.
Після українсько-польської війни опинився у польському таборі для інтернованих українських вояків у Тухолі. Пізніше, як і брат Зенон, мешкав на Закарпатській Україні, Чехо-Словаччині, де закінчив студії, став інженером.
Помер, за даними української газети «Свобода» у США, незадовго до 18 березня 1967 у Чехії.

#### Родина
Брати, сестра:

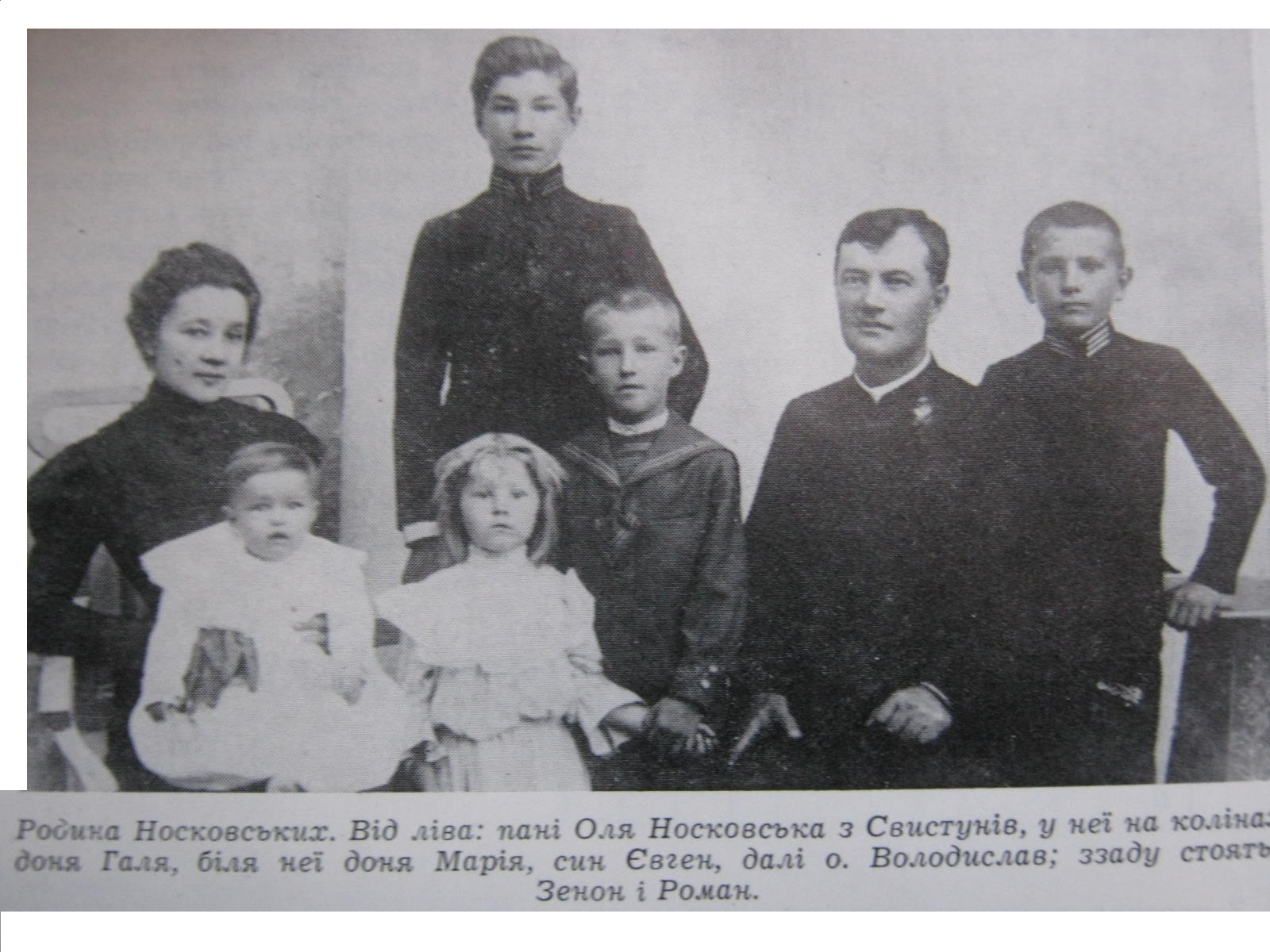
о. Володислав Носковський та дружина Ольга з дітьми, Евген — крайній справа

- д-р Зенон — військовик, громадський діяч, командант сотні Леґіону УСС та полку ЧУГА, суддя у Чехо-Словаччині[6];
- Роман[14] — галицький спортовець, військовик, громадський діяч, один із засновників Спортового Товариства «Україна» у Львові[15];
- Марія — учителька[16];
- д-р Галина Носковська-Гірняк — українська лікарка, громадська діячка, діячка Пласту, в т. ч. в діяспорі[17].